# Liste des lauréats du prix Nobel de chimie

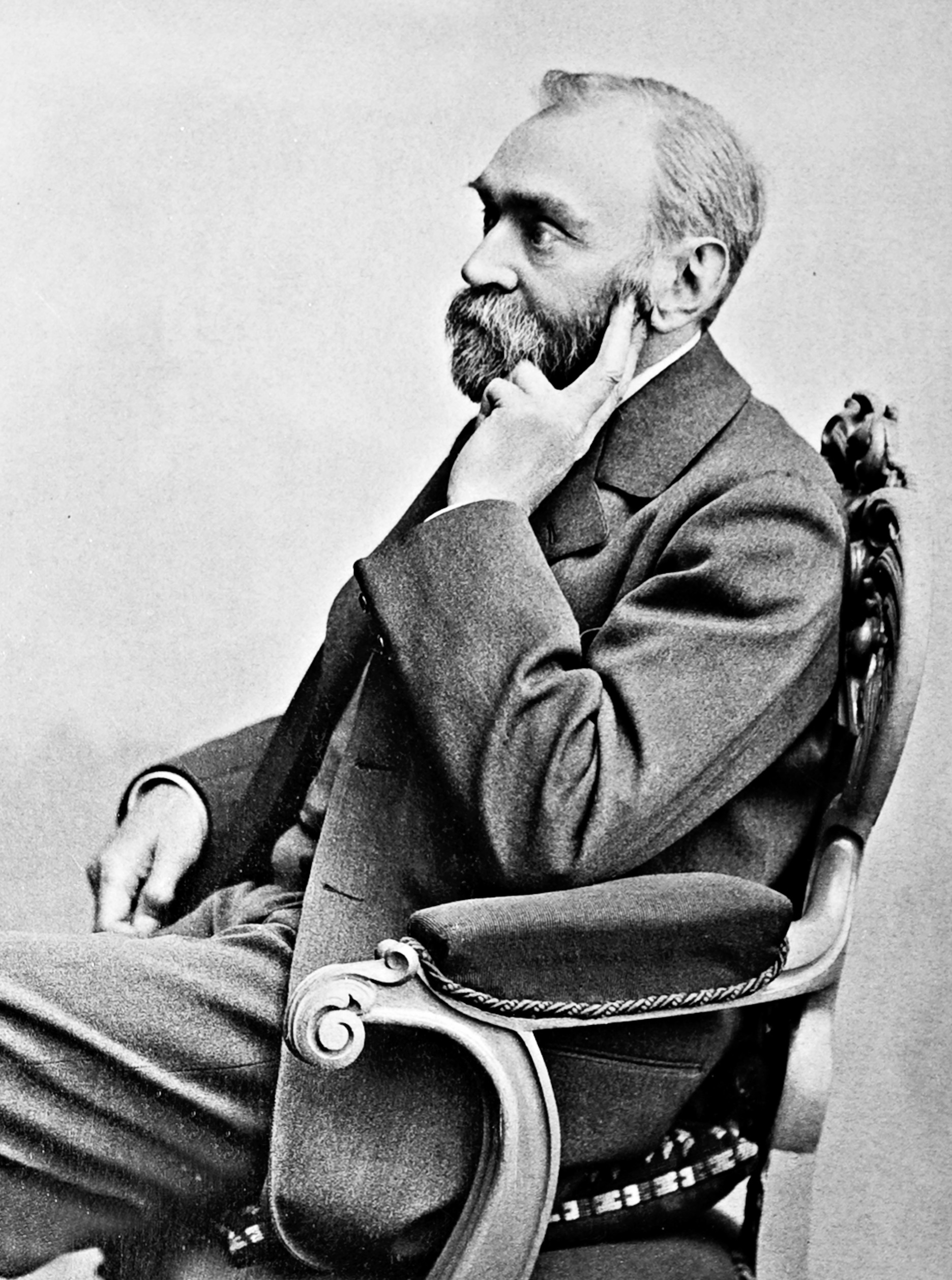
Le prix Nobel de chimie fut créé en 1895 par le chimiste suédois Alfred Nobel.

Le prix Nobel de chimie (en suédois : Nobelpriset i kemi) est décerné annuellement par l'Académie royale des sciences de Suède aux scientifiques dans les nombreux domaines de la chimie. C'est un des cinq prix Nobel créés en 1895 par le testament d'Alfred Nobel, qui décéda en 1896. Ces prix récompensent des contributions remarquables dans les domaines de la chimie, la physique, la littérature, la paix, et la physiologie ou médecine. Comme imposé par le testament de Nobel, le prix est administré par la Fondation Nobel et décerné par un comité qui consiste en cinq membres élus par l'Académie royale des sciences de Suède. Le premier prix Nobel de chimie fut décerné en 1901 à Jacobus Henricus van 't Hoff, des Pays-Bas. Chaque récipiendaire reçoit une médaille, un diplôme et une récompense monétaire qui a varié tout au long des années. En 1901, van 't Hoff a reçu 150 782 SEK, qui équivalent à 7 731 004 SEK en décembre 2007. Le prix est présenté à Stockholm lors d'une cérémonie annuelle le 10 décembre, l'anniversaire de la mort de Nobel.
Au moins vingt-cinq lauréats ont reçu le prix Nobel pour leur contribution dans le domaine de la chimie organique, plus que dans tous les autres domaines de la chimie. Deux gagnants du prix Nobel en chimie, les Allemands Richard Kuhn (1938) et Adolf Butenandt (1939), n'ont pas été autorisés, par leur gouvernement, à accepter le prix. Ils auraient reçu plus tard la médaille et le diplôme, mais pas l'argent. Frederick Sanger est un des deux lauréats récompensés deux fois dans le même domaine, en 1958 et en 1980. John Bardeen est l'autre scientifique et a obtenu le prix Nobel de physique en 1956 et en 1972. Deux autres ont gagné le prix Nobel deux fois, un en chimie et un dans un autre domaine : Maria Skłodowska-Curie (physique en 1903, chimie en 1911) et Linus Carl Pauling (chimie en 1954, paix en 1962). Six femmes ont gagné le prix : Maria Skłodowska-Curie (1911), Irène Joliot-Curie (1935), Dorothy Hodgkin (1964), Ada Yonath (2009), Emmanuelle Charpentier (2020) et Jennifer Doudna. En 2015, le prix fut attribué à 172 personnes. Le prix Nobel de chimie ne fut pas attribué huit ans.

## Lauréats
| Année | Lauréat(s)           | Lauréat(s)                                | Partage      | Pays                                         | Travaux récompensés |
| ----- | -------------------- | ----------------------------------------- | ------------ | -------------------------------------------- | --- |
| 1901  |                      | Jacobus Henricus van 't Hoff              | 1/1          | Pays-Bas                                     | « en reconnaissance des services extraordinaires qu'il a rendus par la découverte des lois de la dynamique chimique et de la pression osmotique dans les solutions » |
| 1902  |                      | Hermann Emil Fischer                      | 1/1          | Empire allemand                              | « en reconnaissance des services extraordinaires qu'il a rendus par ses travaux sur la synthèse des hydrates de carbone et des purines » |
| 1903  |                      | Svante August Arrhenius                   | 1/1          | Suède                                        | « en reconnaissance des services extraordinaires qu'il a rendus à l'avancement de la chimie par sa théorie sur la dissociation électrolytique |
| 1904  |                      | Sir William Ramsay                        | 1/1          | Royaume-Uni                                  | « en reconnaissance des services rendus par la découverte des gaz inertes dans l'air, et la détermination de leur place dans le système périodique » |
| 1905  |                      | Johann Friedrich Wilhelm Adolf von Baeyer | 1/1          | Empire allemand                              | « en reconnaissance de ses services à l'avancement de la chimie organique et de l'industrie chimique, à travers son travail sur les teintures organiques et les composés hydroaromatiques »                                                                                     |
| 1906  |                      | Henri Moissan                             | 1/1          | France                                       | « en reconnaissance des grands services qu'il a rendus dans sa recherche et l'isolation de l'élément fluor, et pour l'adoption au service de la science du four électrique nommé d'après lui »                                                                                  |
| 1907  |                      | Eduard Buchner                            | 1/1          | Empire allemand                              | « pour ses travaux en biochimie et sa découverte de la fermentation non cellulaire » |
| 1908  |                      | Ernest Rutherford                         | 1/1          | Royaume-Uni · Nouvelle-Zélande               | « pour ses recherches touchant la désintégration des éléments, et la chimie des substances radioactives » |
| 1909  |                      | Wilhelm Ostwald                           | 1/1          | Empire allemand                              | « en reconnaissance de ses travaux sur la catalyse et pour ses recherches touchant les principes fondamentaux gouvernant l'équilibre chimique et les vitesses de réaction » |
| 1910  |                      | Otto Wallach                              | 1/1          | Empire allemand                              | « en reconnaissance de ses services à la chimie organique et à l'industrie chimique grâce à ses travaux pionniers dans le champ des composés alicycliques » |
| 1911  |                      | Maria Skłodowska-Curie                    | 1/1          | Pologne · France                             | « en reconnaissance des services pour l’avancement de la chimie par la découverte de nouveaux éléments : le radium et le polonium, par l’étude de leur nature et de leurs composés »                                                                                            |
| 1912  |                      | Victor Grignard                           | 1/2          | France                                       | « pour la découverte du réactif de Grignard, lequel a permis d'accomplir de grands progrès en chimie organique ces dernières années » |
| 1912  |                      | Paul Sabatier                             | 1/2          | France                                       | « pour sa méthode d'hydrogénation des composés organiques en présence de métaux finement divisés, ce qui a permis de faire progresser considérablement la chimie organique dans les dernières années »                                                                          |
| 1913  |                      | Alfred Werner                             | 1/1          | Suisse                                       | « en reconnaissance de son travail sur le lien entre les atomes dans les molécules grâce auquel il a jeté un nouvel éclairage sur des recherches antérieures et a ouvert de nouveaux champs de recherche, spécialement en chimie inorganique »                                  |
| 1914  |                      | Theodore William Richards                 | 1/1          | États-Unis                                   | « en reconnaissance de ses mesures précises des masses atomiques d'un grand nombre d'éléments chimiques » |
| 1915  |                      | Richard Martin Willstätter                | 1/1          | Empire allemand                              | « pour ses recherches sur les pigments des plantes, spécialement la chlorophylle » |
| 1916  | Non attribué         | Non attribué                              | Non attribué | Non attribué                                 | Non attribué |
| 1917  | Non attribué         | Non attribué                              | Non attribué | Non attribué                                 | Non attribué |
| 1918  |                      | Fritz Haber                               | 1/1          | Empire allemand                              | « pour la synthèse de l'ammoniac à partir de ses éléments » |
| 1919  | Non attribué         | Non attribué                              | Non attribué | Non attribué                                 | Non attribué |
| 1920  |                      | Walther Hermann Nernst                    | 1/1          | République de Weimar                         | « en reconnaissance de son travail en thermochimie » |
| 1921  |                      | Frederick Soddy                           | 1/1          | Royaume-Uni                                  | « pour ses contributions à notre connaissance de la chimie des substances radioactives, et ses recherches à propos de l'origine et la nature des isotopes » |
| 1922  |                      | Francis William Aston                     | 1/1          | Royaume-Uni                                  | « pour sa découverte, au moyen de son spectromètre de masse, des isotopes d'un grand nombre d'éléments non radioactifs et pour sa formulation de la règle des nombres entiers »                                                                                                 |
| 1923  |                      | Fritz Pregl                               | 1/1          | Autriche                                     | « pour son invention de la méthode de la microanalyse des substances organiques » |
| 1924  | Non attribué         | Non attribué                              | Non attribué | Non attribué                                 | Non attribué |
| 1925  |                      | Richard Adolf Zsigmondy                   | 1/1          | République de Weimar · Hongrie               | « pour sa démonstration de la nature hétérogène des solutions colloïdales et pour les méthodes qu'il a utilisées, lesquelles sont devenues fondamentales en chimie colloïdale moderne »                                                                                         |
| 1926  |                      | Theodor Svedberg                          | 1/1          | Suède                                        | « pour ses recherches sur les systèmes dispersés » |
| 1927  |                      | Heinrich Otto Wieland                     | 1/1          | République de Weimar                         | « pour ses recherches sur la constitution de l'acide biliaire et les substances apparentées » |
| 1928  |                      | Adolf Otto Reinhold Windaus               | 1/1          | République de Weimar                         | « pour les services rendus par ses recherches à propos de la constitution des stérols et leur lien avec les vitamines » |
| 1929  |                      | Arthur Harden                             | 1/2          | Royaume-Uni                                  | « pour leurs recherches sur la fermentation du sucre et des enzymes de fermentation » |
| 1929  |                      | Hans Karl August Simon von Euler-Chelpin  | 1/2          | Suède                                        | « pour leurs recherches sur la fermentation du sucre et des enzymes de fermentation » |
| 1930  |                      | Hans Fischer                              | 1/1          | République de Weimar                         | « pour ses recherches sur la constitution de l'hémine et la chlorophylle, spécialement sa synthèse de l'hémine » |
| 1931  |                      | Carl Bosch                                | 1/2          | République de Weimar                         | « en reconnaissance de leurs contributions à l'invention et au développement de méthodes chimiques à haute pression » |
| 1931  |                      | Friedrich Bergius                         | 1/2          | République de Weimar                         | « en reconnaissance de leurs contributions à l'invention et au développement de méthodes chimiques à haute pression » |
| 1932  |                      | Irving Langmuir                           | 1/1          | États-Unis                                   | « pour ses découvertes et ses recherches en chimie des surfaces » |
| 1933  | Non attribué         | Non attribué                              | Non attribué | Non attribué                                 | Non attribué |
| 1934  |                      | Harold Clayton Urey                       | 1/1          | États-Unis                                   | « pour sa découverte de l'hydrogène lourd » |
| 1935  |                      | Frédéric Joliot                           | 1/2          | France                                       | « en reconnaissance de leur synthèse de nouveaux éléments radioactifs » |
| 1935  |                      | Irène Joliot-Curie                        | 1/2          | France                                       | « en reconnaissance de leur synthèse de nouveaux éléments radioactifs » |
| 1936  |                      | Petrus (Peter) Josephus Wilhelmus Debye   | 1/1          | Pays-Bas                                     | « pour ses contributions à nos connaissances de la structure moléculaire par ses recherches sur les moments dipolaires et sur la diffraction de rayons X et des électrons dans les gaz »                                                                                        |
| 1937  |                      | Walter Norman Haworth                     | 1/2          | Royaume-Uni                                  | « pour ses recherches sur les hydrates de carbone et la vitamine C » |
| 1937  |                      | Paul Karrer                               | 1/2          | Suisse                                       | « pour ses recherches sur les caroténoïdes, les flavines et les vitamines A et B2" |
| 1938  |                      | Richard Kuhn                              | 1/1          | Troisième Reich                              | « pour son travail sur les caroténoïdes et les vitamines » |
| 1939  |                      | Adolf Friedrich Johann Butenandt          | 1/2          | Troisième Reich                              | « pour son travail sur les hormones sexuelles » |
| 1939  |                      | Leopold Ruzicka                           | 1/2          | Suisse                                       | « pour son travail sur les polyméthylènes et les terpènes supérieurs » |
| 1940  | Non attribué         | Non attribué                              | Non attribué | Non attribué                                 | Non attribué |
| 1941  | Non attribué         | Non attribué                              | Non attribué | Non attribué                                 | Non attribué |
| 1942  | Non attribué         | Non attribué                              | Non attribué | Non attribué                                 | Non attribué |
| 1943  |                      | George de Hevesy                          | 1/1          | Troisième Reich                              | « pour son travail sur l'usage des isotopes comme traceurs dans l'étude des processus chimiques » |
| 1944  |                      | Otto Hahn                                 | 1/1          | Troisième Reich                              | « pour sa découverte de la fission des noyaux lourds » |
| 1945  |                      | Artturi Ilmari Virtanen                   | 1/1          | Finlande                                     | « pour ses recherches et ses inventions en chimie agricole et nutritionnelle, particulièrement pour sa méthode de préservation » |
| 1946  |                      | James Batcheller Sumner                   | 1/2          | États-Unis                                   | « pour sa découverte que les enzymes peuvent être cristallisées » |
| 1946  |                      | John Howard Northrop                      | 1/4          | États-Unis                                   | « pour leur préparation des enzymes et des protéines virales sous une forme purifiée » |
| 1946  |                      | Wendell Meredith Stanley                  | 1/4          | États-Unis                                   | « pour leur préparation des enzymes et des protéines virales sous une forme purifiée » |
| 1947  |                      | Sir Robert Robinson                       | 1/1          | Royaume-Uni                                  | « pour ses recherches sur les substances végétales ayant une importance biologique, particulièrement les alcaloïdes » |
| 1948  |                      | Arne Wilhelm Kaurin Tiselius              | 1/1          | Suède                                        | « pour ses recherches sur l'électrophorèse et l'analyse par adsorption, particulièrement pour ses découvertes à propos de la nature complexe des protéines du sérum » |
| 1949  |                      | William Francis Giauque                   | 1/1          | États-Unis                                   | « pour ses contributions dans le champ de la thermodynamique chimique, particulièrement à propos du comportement des substances à températures extrêmement basses » |
| 1950  |                      | Otto Paul Hermann Diels                   | 1/2          | Allemagne de l'Ouest                         | « pour leur découverte et le développement de la synthèse du diène » |
| 1950  |                      | Kurt Alder                                | 1/2          | Allemagne de l'Ouest                         | « pour leur découverte et le développement de la synthèse du diène » |
| 1951  |                      | Edwin Mattison McMillan                   | 1/2          | États-Unis                                   | « pour leurs découvertes en chimie des éléments transuraniens » |
| 1951  |                      | Glenn Theodore Seaborg                    | 1/2          | États-Unis                                   | « pour leurs découvertes en chimie des éléments transuraniens » |
| 1952  |                      | Archer John Porter Martin                 | 1/2          | Royaume-Uni                                  | « pour leur invention de la chromatographie de partage » |
| 1952  |                      | Richard Laurence Millington Synge         | 1/2          | Royaume-Uni                                  | « pour leur invention de la chromatographie de partage » |
| 1953  |                      | Hermann Staudinger                        | 1/1          | Allemagne de l'Ouest                         | « pour ses découvertes dans le champ de la chimie macromoléculaire » |
| 1954  |                      | Linus Carl Pauling                        | 1/1          | États-Unis                                   | « pour ses recherches sur la nature de la liaison chimique et son application à la détermination de la structure de substances complexes » |
| 1955  |                      | Vincent du Vigneaud                       | 1/1          | États-Unis                                   | « pour son travail sur les composés soufrés biochimiquement importants, particulièrement pour la première synthèse d'une hormone polypeptidique » |
| 1956  |                      | Sir Cyril Norman Hinshelwood              | 1/2          | Royaume-Uni                                  | « pour leurs recherches sur le mécanisme des réactions chimiques » |
| 1956  |                      | Nikolay Nikolaevich Semenov               | 1/2          | Union soviétique                             | « pour leurs recherches sur le mécanisme des réactions chimiques » |
| 1957  |                      | Lord (Alexander R.) Todd                  | 1/1          | Royaume-Uni                                  | « pour ses travaux sur les nucléotides et les coenzymes nucléotidiques » |
| 1958  |                      | Frederick Sanger                          | 1/1          | Royaume-Uni                                  | « pour son travail sur la structure des protéines, particulièrement celle de l'insuline » |
| 1959  |                      | Jaroslav Heyrovský                        | 1/1          | Tchecslovaquie                               | « pour sa découverte et le développement des méthodes d'analyse polarographiques » |
| 1960  |                      | Willard Frank Libby                       | 1/1          | États-Unis                                   | « pour sa méthode d'utilisation du carbone 14 servant à déterminer l'âge en archéologie, en géologie, en géophysique et d'autres branches de la science » |
| 1961  |                      | Melvin Calvin                             | 1/1          | États-Unis                                   | « pour ses travaux portant sur l'assimilation du dioxyde de carbone par les plantes » |
| 1962  |                      | Max Ferdinand Perutz                      | 1/2          | Royaume-Uni                                  | « pour leurs études des structures des protéines globulaires » |
| 1962  |                      | John Cowdery Kendrew                      | 1/2          | Royaume-Uni                                  | « pour leurs études des structures des protéines globulaires » |
| 1963  |                      | Karl Ziegler                              | 1/2          | Allemagne de l'Ouest                         | « pour leurs découvertes dans le champ de la chimie et de la technologie des hauts polymères » |
| 1963  |                      | Giulio Natta                              | 1/2          | Italie                                       | « pour leurs découvertes dans le champ de la chimie et de la technologie des hauts polymères » |
| 1964  |                      | Dorothy Crowfoot Hodgkin                  | 1/1          | Royaume-Uni                                  | « pour ses déterminations par des techniques rayons X des structures de substances biochimiques importantes » |
| 1965  |                      | Robert Burns Woodward                     | 1/1          | États-Unis                                   | « pour ses remarquables accomplissements dans l'art de la synthèse organique » |
| 1966  |                      | Robert S. Mulliken                        | 1/1          | États-Unis                                   | « pour son travail fondamental sur les liaisons chimiques et la structure électronique des molécules par la méthode des orbitales moléculaires » |
| 1967  |                      | Manfred Eigen                             | 1/2          | Allemagne de l'Ouest                         | « pour leurs études des réactions chimiques extrêmement rapides, obtenues en perturbant l'équilibre à l'aide de très courtes impulsions d'énergie » |
| 1967  |                      | Ronald George Wreyford Norrish            | 1/4          | Royaume-Uni                                  | « pour leurs études des réactions chimiques extrêmement rapides, obtenues en perturbant l'équilibre à l'aide de très courtes impulsions d'énergie » |
| 1967  |                      | George Porter                             | 1/4          | Royaume-Uni                                  | « pour leurs études des réactions chimiques extrêmement rapides, obtenues en perturbant l'équilibre à l'aide de très courtes impulsions d'énergie » |
| 1968  |                      | Lars Onsager                              | 1/1          | États-Unis                                   | « pour la découverte des relations réciproques qui portent son nom et qui sont fondamentales dans la thermodynamique des processus irréversibles » |
| 1969  |                      | Derek H. R. Barton                        | 1/2          | Royaume-Uni                                  | « pour leur contribution au développement du concept de conformation et son application en chimie » |
| 1969  |                      | Odd Hassel                                | 1/2          | Norvège                                      | « pour leur contribution au développement du concept de conformation et son application en chimie » |
| 1970  |                      | Luis F. Leloir                            | 1/1          | Argentine                                    | « pour la découverte des nucléotides-sucres et de leur rôle dans la biosynthèse des hydrates de carbone » |
| 1971  |                      | Gerhard Herzberg                          | 1/1          | Canada · Allemagne de l'Ouest                | « pour ses travaux sur les structures électroniques et la géométrie des molécules, particulièrement les radicaux libres » |
| 1972  |                      | Christian B. Anfinsen                     | 1/2          | États-Unis                                   | « pour ses travaux sur la ribonucléase, et spécialement ceux concernant la relation entre la séquence des acides aminés et la conformation biologiquement active » |
| 1972  |                      | Stanford Moore                            | 1/4          | États-Unis                                   | « pour leur contribution à la connaissance des relations entre la structure chimique et l'activité catalytique du centre actif de la ribonucléase » |
| 1972  |                      | William H. Stein                          | 1/4          | États-Unis                                   | « pour leur contribution à la connaissance des relations entre la structure chimique et l'activité catalytique du centre actif de la ribonucléase » |
| 1973  |                      | Ernst Otto Fischer                        | 1/2          | Allemagne de l'Ouest                         | « pour leurs recherches pionnières, effectuées de façon indépendante, sur la chimie des composés organométalliques, les dénommés complexes « sandwich » » |
| 1973  |                      | Geoffrey Wilkinson                        | 1/2          | Royaume-Uni                                  | « pour leurs recherches pionnières, effectuées de façon indépendante, sur la chimie des composés organométalliques, les dénommés complexes « sandwich » » |
| 1974  |                      | Paul J. Flory                             | 1/1          | États-Unis                                   | « pour ses réalisations fondamentales, tant théoriques qu'expérimentales, en chimie physique des macromolécules » |
| 1975  |                      | John Warcup Cornforth                     | 1/2          | Australie · Royaume-Uni                      | « pour ses travaux sur la stéréochimie des réactions catalysées par des enzymes » |
| 1975  |                      | Vladimir Prelog                           | 1/2          | Yougoslavie · Suisse                         | « pour sa contribution à la stéréochimie des molécules et des réactions organiques » |
| 1976  |                      | William N. Lipscomb                       | 1/1          | États-Unis                                   | « pour ses travaux sur la structure des borane, qui ont apporté un nouvel éclairage sur la liaison chimique » |
| 1977  |                      | Ilya Prigogine                            | 1/1          | Belgique                                     | « pour ses contributions à la thermodynamique hors équilibre, particulièrement la théorie des structures dissipatives » |
| 1978  |                      | Peter D. Mitchell                         | 1/1          | Royaume-Uni                                  | « pour sa contribution à la compréhension du transfert d'énergie biologique par la formulation de la théorie chimiosmotique » |
| 1979  |                      | Herbert C. Brown                          | 1/2          | États-Unis                                   | « pour le développement de l'usage des composés chimiques comprenant du bore et du phosphore, respectivement, dans d'importants réactifs en synthèse organique » |
| 1979  |                      | Georg Wittig                              | 1/2          | Allemagne de l'Ouest                         | « pour le développement de l'usage des composés chimiques comprenant du bore et du phosphore, respectivement, dans d'importants réactifs en synthèse organique » |
| 1980  |                      | Paul Berg                                 | 1/2          | États-Unis                                   | « pour ses études fondamentales de la biochimie des acides nucléiques, avec un regard tourné vers l'ADN recombinant » |
| 1980  | Walter Gilbert       | Walter Gilbert                            | 1/4          | États-Unis                                   | « pour leurs contributions à la détermination des séquences de base dans les acides nucléiques » |
| 1980  | Frederick Sanger     | Frederick Sanger                          | 1/4          | Royaume-Uni                                  | « pour leurs contributions à la détermination des séquences de base dans les acides nucléiques » |
| 1981  | Kenichi Fukui        | Kenichi Fukui                             | 1/2          | Japon                                        | « pour leurs théories, développées indépendamment, sur les mécanismes des réactions chimiques » |
| 1981  |                      | Roald Hoffmann                            | 1/2          | États-Unis                                   | « pour leurs théories, développées indépendamment, sur les mécanismes des réactions chimiques » |
| 1982  |                      | Aaron Klug                                | 1/1          | Royaume-Uni                                  | « pour son développement de la microscopie électronique cristallographique et ses découvertes sur la structure des complexes protéines-acides nucléiques biologiquement importants »                                                                                            |
| 1983  |                      | Henry Taube                               | 1/1          | États-Unis                                   | « pour son travail sur le mécanismes des réactions de transfert électronique, particulièrement dans les complexes métalliques » |
| 1984  |                      | Robert Bruce Merrifield                   | 1/1          | États-Unis                                   | « pour son développement de la méthodologie de la synthèse chimique sur matrice solide » |
| 1985  |                      | Herbert A. Hauptman                       | 1/2          | États-Unis                                   | « pour leurs réalisations remarquables dans la mise au point de méthodes directes de détermination des structures cristallines » |
| 1985  |                      | Jerome Karle                              | 1/2          | États-Unis                                   | « pour leurs réalisations remarquables dans la mise au point de méthodes directes de détermination des structures cristallines » |
| 1986  | Dudley R. Herschbach | Dudley R. Herschbach                      | 1/3          | États-Unis                                   | « leurs contributions à la dynamique des processus chimiques élémentaires » |
| 1986  |                      | Yuan T. Lee                               | 1/3          | États-Unis · Taiwan                          | « leurs contributions à la dynamique des processus chimiques élémentaires » |
| 1986  |                      | John C. Polanyi                           | 1/3          | Canada · Hongrie                             | « leurs contributions à la dynamique des processus chimiques élémentaires » |
| 1987  |                      | Donald J. Cram                            | 1/3          | États-Unis                                   | « pour leur élaboration et leur utilisation de molécules exerçant, du fait de leurs structures, des interactions hautement sélectives » |
| 1987  |                      | Jean-Marie Lehn                           | 1/3          | France                                       | « pour leur élaboration et leur utilisation de molécules exerçant, du fait de leurs structures, des interactions hautement sélectives » |
| 1987  |                      | Charles J. Pedersen                       | 1/3          | États-Unis                                   | « pour leur élaboration et leur utilisation de molécules exerçant, du fait de leurs structures, des interactions hautement sélectives » |
| 1988  |                      | Johann Deisenhofer                        | 1/3          | Allemagne de l'Ouest                         | « pour la détermination de la structure tridimensionnelle des centres réactifs photosynthétiques » |
| 1988  | Robert Huber         | Robert Huber                              | 1/3          | Allemagne de l'Ouest                         | « pour la détermination de la structure tridimensionnelle des centres réactifs photosynthétiques » |
| 1988  |                      | Hartmut Michel                            | 1/3          | Allemagne de l'Ouest                         | « pour la détermination de la structure tridimensionnelle des centres réactifs photosynthétiques » |
| 1989  |                      | Sidney Altman                             | 1/2          | Canada · États-Unis                          | « pour la découverte des propriétés catalytiques de l'ARN » |
| 1989  | Thomas R. Cech       | Thomas Cech                               | 1/2          | États-Unis                                   | « pour la découverte des propriétés catalytiques de l'ARN » |
| 1990  |                      | Elias James Corey                         | 1/1          | États-Unis                                   | « pour son développement de la théorie et de la méthodologie de la synthèse organique » |
| 1991  | Richard R. Ernst     | Richard R. Ernst                          | 1/1          | Suisse                                       | « pour ses contributions au développement de la méthodologie de la spectroscopie de la résonance magnétique nucléaire à haute définition » |
| 1992  |                      | Rudolph A. Marcus                         | 1/1          | États-Unis · Canada                          | « pour ses contributions à la théorie des réactions par transfert d'électrons dans les systèmes chimiques » |
| 1993  |                      | Kary B. Mullis                            | 1/2          | États-Unis                                   | « pour des contributions au développement de méthodes en chimie de l'ADN […] pour son invention de la méthode de réaction en chaîne par polymérase » |
| 1993  |                      | Michael Smith                             | 1/2          | Canada                                       | « pour des contributions au développement de méthodes en chimie de l'ADN […] pour ses contributions fondamentales à l'établissement de la mutagénèse dirigée basée sur les oligonucléotides et son développement, permettant l'étude des protéines »                            |
| 1994  |                      | George A. Olah                            | 1/1          | États-Unis · Hongrie                         | « pour sa contribution à la chimie des carbocations » |
| 1995  |                      | Paul J. Crutzen                           | 1/3          | Pays-Bas                                     | « pour leurs travaux sur la chimie de l'atmosphère, particulièrement en ce qui concerne la formation et la décomposition de l'ozone » |
| 1995  |                      | Mario J. Molina                           | 1/3          | Mexique                                      | « pour leurs travaux sur la chimie de l'atmosphère, particulièrement en ce qui concerne la formation et la décomposition de l'ozone » |
| 1995  |                      | F. Sherwood Rowland                       | 1/3          | États-Unis                                   | « pour leurs travaux sur la chimie de l'atmosphère, particulièrement en ce qui concerne la formation et la décomposition de l'ozone » |
| 1996  |                      | Robert F. Curl Jr.                        | 1/3          | États-Unis                                   | « pour leur découverte des fullerènes » |
| 1996  |                      | Sir Harold W. Kroto                       | 1/3          | Royaume-Uni                                  | « pour leur découverte des fullerènes » |
| 1996  |                      | Richard E. Smalley                        | 1/3          | États-Unis                                   | « pour leur découverte des fullerènes » |
| 1997  |                      | Paul D. Boyer                             | 1/4          | États-Unis                                   | « pour l'élucidation des mécanismes enzymatiques sous-jacents à la synthèse de l'adénosine triphosphate (ATP) » |
| 1997  |                      | John E. Walker                            | 1/4          | Royaume-Uni                                  | « pour l'élucidation des mécanismes enzymatiques sous-jacents à la synthèse de l'adénosine triphosphate (ATP) » |
| 1997  |                      | Jens C. Skou                              | 1/2          | Danemark                                     | « pour la première mise en évidence d'une enzyme transporteuse d'ions, Na+, K+ -ATPase » |
| 1998  | Walter Kohn          | Walter Kohn                               | 1/2          | États-Unis                                   | « pour son développement de la théorie de la fonctionnelle de la densité » |
| 1998  | John Anthony Pople   | John A. Pople                             | 1/2          | Royaume-Uni                                  | « pour son développement de méthodes informatiques appliquées à la chimie quantique » |
| 1999  |                      | Ahmed Zewail                              | 1/1          | Égypte                                       | « pour ses études des états de transition d'une réaction chimique à l'aide de la spectroscopie à la femtoseconde » |
| 2000  |                      | Alan J. Heeger                            | 1/3          | États-Unis                                   | « pour leur découverte des polymères conducteurs » |
| 2000  |                      | Alan G. MacDiarmid                        | 1/3          | États-Unis · Nouvelle-Zélande                | « pour leur découverte des polymères conducteurs » |
| 2000  |                      | Hideki Shirakawa                          | 1/3          | Japon                                        | « pour leur découverte des polymères conducteurs » |
| 2001  |                      | William S. Knowles                        | 1/4          | États-Unis                                   | « pour leurs travaux sur la chiralité des réactions d'hydrogénation catalysées » |
| 2001  | Ryōji Noyori         | Ryōji Noyori                              | 1/4          | Japon                                        | « pour leurs travaux sur la chiralité des réactions d'hydrogénation catalysées » |
| 2001  |                      | K. Barry Sharpless                        | 1/2          | États-Unis                                   | « pour ses travaux sur la catalyse chirale de réactions d'oxydation » |
| 2002  | John B. Fenn         | John B. Fenn                              | 1/4          | États-Unis                                   | « pour le développement de méthodes d'identification et d'analyses structurale de macromolécules biologiques […] pour leur développement des méthodes de désorption par ionisation douce pour des analyses de macromolécules biologiques par spectrométrie de masse »           |
| 2002  |                      | Koichi Tanaka                             | 1/4          | Japon                                        | « pour le développement de méthodes d'identification et d'analyses structurale de macromolécules biologiques […] pour leur développement des méthodes de désorption par ionisation douce pour des analyses de macromolécules biologiques par spectrométrie de masse »           |
| 2002  | Kurt Wüthrich        | Kurt Wüthrich                             | 1/2          | Suisse                                       | « pour le développement de méthodes d'identification et d'analyses structurale de macromolécules biologiques […] pour le développement de la spectroscopie par résonance magnétique nucléaire servant à établir la structure tridimensionnelle des macromolécules en solution » |
| 2003  |                      | Peter Agre                                | 1/2          | États-Unis                                   | « pour des découvertes concernant les canaux des membranes cellulaires […] pour la découverte des aquaporines » |
| 2003  | Roderick MacKinnon   | Roderick MacKinnon                        | 1/2          | États-Unis                                   | « pour des découvertes concernant les canaux des membranes cellulaires […] pour ses études structurales et mécaniques des canaux ioniques » |
| 2004  |                      | Aaron Ciechanover                         | 1/3          | Israël                                       | « pour leur découverte de la dégradation contrôlée des protéines par l'ubiquitine » |
| 2004  |                      | Avram Hershko                             | 1/3          | Israël                                       | « pour leur découverte de la dégradation contrôlée des protéines par l'ubiquitine » |
| 2004  |                      | Irwin Rose                                | 1/3          | États-Unis                                   | « pour leur découverte de la dégradation contrôlée des protéines par l'ubiquitine » |
| 2005  |                      | Yves Chauvin                              | 1/3          | France                                       | « pour le développement de la méthode de la métathèse en synthèse organique » |
| 2005  | Robert Grubbs        | Robert H. Grubbs                          | 1/3          | États-Unis                                   | « pour le développement de la méthode de la métathèse en synthèse organique » |
| 2005  |                      | Richard R. Schrock                        | 1/3          | États-Unis                                   | « pour le développement de la méthode de la métathèse en synthèse organique » |
| 2006  |                      | Roger D. Kornberg                         | 1/1          | États-Unis                                   | « pour ses travaux sur les bases moléculaires de la transcription chez les eucaryotes » |
| 2007  |                      | Gerhard Ertl                              | 1/1          | Allemagne                                    | « pour ses études des réactions chimiques sur les surfaces solides » |
| 2008  |                      | Osamu Shimomura                           | 1/3          | Japon                                        | « pour la découverte et le développement de la protéine fluorescente verte, la GFP » |
| 2008  |                      | Martin Chalfie                            | 1/3          | États-Unis                                   | « pour la découverte et le développement de la protéine fluorescente verte, la GFP » |
| 2008  |                      | Roger Y. Tsien                            | 1/3          | États-Unis                                   | « pour la découverte et le développement de la protéine fluorescente verte, la GFP » |
| 2009  |                      | Venkatraman Ramakrishnan                  | 1/3          | États-Unis Royaume-Uni                       | « pour des études de la structure et de la fonction du ribosome » |
| 2009  |                      | Thomas A. Steitz                          | 1/3          | États-Unis                                   | « pour des études de la structure et de la fonction du ribosome » |
| 2009  |                      | Ada E. Yonath                             | 1/3          | Israël                                       | « pour des études de la structure et de la fonction du ribosome » |
| 2010  |                      | Richard F. Heck                           | 1/3          | États-Unis                                   | « pour ses travaux sur les réactions de couplage catalysées par le palladium en synthèse organique » |
| 2010  |                      | Ei-ichi Negishi                           | 1/3          | Japon                                        | « pour ses travaux sur les réactions de couplage catalysées par le palladium en synthèse organique » |
| 2010  |                      | Akira Suzuki                              | 1/3          | Japon                                        | « pour ses travaux sur les réactions de couplage catalysées par le palladium en synthèse organique » |
| 2011  |                      | Dan Shechtman                             | 1/1          | Israël                                       | « pour sa découverte des quasi-cristaux » |
| 2012  |                      | Robert Lefkowitz                          | 1/2          | États-Unis                                   | « pour son travail sur les récepteurs couplés aux protéines G » |
| 2012  |                      | Brian Kobilka                             | 1/2          | États-Unis                                   | « pour son travail sur les récepteurs couplés aux protéines G » |
| 2013  |                      | Martin Karplus                            | 1/3          | États-Unis Autriche                          | « pour le développement de modèles à multi-échelles pour les systèmes chimiques complexes » |
| 2013  |                      | Michael Levitt                            | 1/3          | États-Unis Royaume-Uni Israël Afrique du Sud | « pour le développement de modèles à multi-échelles pour les systèmes chimiques complexes » |
| 2013  |                      | Arieh Warshel                             | 1/3          | États-Unis Israël                            | « pour le développement de modèles à multi-échelles pour les systèmes chimiques complexes » |
| 2014  |                      | Eric Betzig                               | 1/3          | États-Unis                                   | « pour leurs travaux dans le domaine de la nanoscopie et de la microscopie à fluorescence » |
| 2014  |                      | Stefan W. Hell                            | 1/3          | Allemagne Roumanie                           | « pour leurs travaux dans le domaine de la nanoscopie et de la microscopie à fluorescence » |
| 2014  |                      | William E. Moerner                        | 1/3          | États-Unis                                   | « pour leurs travaux dans le domaine de la nanoscopie et de la microscopie à fluorescence » |
| 2015  |                      | Tomas Lindahl                             | 1/3          | Suède Royaume-Uni                            | « pour leurs études mécanistes de la réparation de l'ADN » |
| 2015  |                      | Paul L. Modrich                           | 1/3          | États-Unis                                   | « pour leurs études mécanistes de la réparation de l'ADN » |
| 2015  |                      | Aziz Sancar                               | 1/3          | Turquie États-Unis                           | « pour leurs études mécanistes de la réparation de l'ADN » |
| 2016  |                      | Jean-Pierre Sauvage                       | 1/3          | France                                       | « pour la conception et la synthèse de machines moléculaires » |
| 2016  |                      | James Fraser Stoddart                     | 1/3          | Royaume-Uni                                  | « pour la conception et la synthèse de machines moléculaires » |
| 2016  |                      | Bernard Lucas Feringa                     | 1/3          | Pays-Bas                                     | « pour la conception et la synthèse de machines moléculaires » |
| 2017  |                      | Jacques Dubochet                          | 1/3          | Suisse                                       | « pour avoir développé la cryo-microscopie électronique pour la détermination en haute résolution de la structure de biomolécules en solution » |
| 2017  |                      | Joachim Frank                             | 1/3          | Allemagne États-Unis                         | « pour avoir développé la cryo-microscopie électronique pour la détermination en haute résolution de la structure de biomolécules en solution » |
| 2017  |                      | Richard Henderson                         | 1/3          | Royaume-Uni                                  | « pour avoir développé la cryo-microscopie électronique pour la détermination en haute résolution de la structure de biomolécules en solution » |
| 2018  |                      | Frances Arnold                            | 1/2          | États-Unis                                   | « pour ses travaux sur l'évolution dirigée des enzymes » |
| 2018  |                      | George Smith                              | 1/4          | États-Unis                                   | « pour leurs travaux sur l'expression de peptides et d'anticorps par des phages » |
| 2018  |                      | Gregory Winter                            | 1/4          | Royaume-Uni                                  | « pour leurs travaux sur l'expression de peptides et d'anticorps par des phages » |
| 2019  |                      | John B. Goodenough                        | 1/3          | États-Unis                                   | « pour leur contribution à la création des batteries au lithium-ion » |
| 2019  |                      | Stanley Whittingham                       | 1/3          | Royaume-Uni                                  | « pour leur contribution à la création des batteries au lithium-ion » |
| 2019  |                      | Akira Yoshino                             | 1/3          | Japon                                        | « pour leur contribution à la création des batteries au lithium-ion » |
| 2020  |                      | Emmanuelle Charpentier                    | 1/2          | France                                       | « pour avoir mis au point la technique d'édition génomique CRISPR-Cas9 » |
| 2020  |                      | Jennifer Doudna                           | 1/2          | États-Unis                                   | « pour avoir mis au point la technique d'édition génomique CRISPR-Cas9 » |
| 2021  |                      | Benjamin List                             | 1/2          | Allemagne                                    | « pour leur contribution au développement de l'organocatalyse asymétrique » |
| 2021  |                      | David W.C. MacMillan                      | 1/2          | Royaume-Uni États-Unis                       | « pour leur contribution au développement de l'organocatalyse asymétrique » |
| 2022  |                      | Carolyn R. Bertozzi                       | 1/3          | États-Unis                                   | « pour leur contribution au développement de la chimie click et de la chimie bioorthogonale » |
| 2022  |                      | K. Barry Sharpless                        | 1/3          | États-Unis                                   | « pour leur contribution au développement de la chimie click et de la chimie bioorthogonale » |
| 2022  |                      | Morten Meldal                             | 1/3          | Danemark                                     | « pour leur contribution au développement de la chimie click et de la chimie bioorthogonale » |
| 2023  |                      | Moungi G. Bawendi                         | 1/3          | France Tunisie États-Unis                    | « pour la découverte et la synthèse des boîtes quantiques » |
| 2023  |                      | Louis E. Brus                             | 1/3          | États-Unis                                   | « pour la découverte et la synthèse des boîtes quantiques » |
| 2023  |                      | Alexey Ekimov                             | 1/3          | Russie                                       | « pour la découverte et la synthèse des boîtes quantiques » |
| 2024  |                      | David Baker                               | 1/2          | Etats-Unis                                   | « pour la modélisation des protéines assistée par ordinateur » |
| 2024  |                      | Demis Hassabis                            | 1/4          | Royaume-Uni                                  | « pour la prédiction de la structure des protéines » |
| 2024  |                      | John M. Jumper                            | 1/4          | Etats-Unis                                   | « pour la prédiction de la structure des protéines » |